# Neoherminia philetesalis
Neoherminia philetesalis là một loài bướm đêm trong họ Noctuidae.